# Phoenix Wright: Ace Attorney - Dual Destinies
Phoenix Wright: Ace Attorney - Dual Destinies, conocido en Japón como Gyakuten Saiban 5 (逆転裁判 5?), es un videojuego del género novela visual publicado y desarrollado por Capcom para Nintendo 3DS.
Es el octavo juego de la saga Ace Attorney y el quinto de la línea principal. Es el primero de la saga en ser lanzado para Nintendo 3DS. El juego vuelve a tener a Phoenix Wright como protagonista principal y tiene lugar un año después de Apollo Justice: Ace Attorney. Fue lanzado el 25 de julio de 2013 en Japón y su lanzamiento en formato digital a través de Nintendo eShop para Europa y América fue el 24 de octubre de 2013, aunque solo está disponible en japonés e inglés.

## Modo de juego
Dual Destinies continúa con el estilo de juego de las entregas anteriores, en las que el jugador debe utilizar las pruebas para encontrar contradicciones en las declaraciones de los testigos en un juicio, con el fin de probar la inocencia de su cliente. Al igual que las anteriores entregas, el juego se divide entre las investigaciones, en las que el jugador debe encontrar pruebas e interrogar a los testigos, y los juicios, en los que debe utilizar las pruebas para encontrar contradicciones en las declaraciones de los implicados en el caso y de los testigos del mismo. El apartado del juego se ha renovado por completo con respecto a las entregas anteriores de la serie, contando con todos los gráficos y modelos de los personajes en 3D, lo que permite ver ángulos de cámara más dinámicos durante el juego, como un vistazo rápido alrededor de la sala en los momentos previos a una revelación importante. La cámara 3D también permite que las secuencias de investigación se lleven a cabo en espacios 3D, lo que permite una mayor profundidad de investigación, como el hecho de ser capaz de girar alrededor de un espacio para buscar pistas.
Además de mecánicas, ya vistas en anteriores juegos, que regresan, como los "psicocandados" ("Psyche-Lock" en inglés), donde el jugador tiene que presentar pruebas a los testigos con el fin de descubrir los secretos ocultos en sus corazones, y el "Percibir" ("Perceive"), que permite al jugador detectar los hábitos de un testigo nervioso durante un interrogatorio, Dual Destinies cuenta con un nuevo sistema de juego llamado "Matriz del estado de animo" ("Mood Matrix"), lo que le da al jugador la posibilidad de medir las emociones de un testigo, como los tonos de ira cuando se habla de ciertos temas. Si el jugador se da cuenta de una respuesta emocional contradictoria durante el testimonio, se puede señalar la discrepancia y presionar el testigo para conseguir más información. Dual Destinies, además, introduce la "Revisualización" ("Revisualization"), que funciona de manera similar a la función de "Lógica" ("Logic") que se utiliza en la serie Ace Attorney: Investigations. El jugador es capaz de examinar los hechos vitales durante el juicio y formar nuevas conexiones entre las pruebas para llegar a nuevas conclusiones. Además, el juego incluye una nueva función de acumulación, que permite al jugador revisar el diálogo anterior.

## Argumento
Dual Destinies marca el regreso de Phoenix Wright como el protagonista de la serie desde la trilogía original. El juego toma lugar un año después de Apollo Justice: Ace Attorney, en el cual tomaron lugar los acontecimientos que limpiaron el nombre de Wright de las circunstancias detrás de su exclusión y se le permitió volver a la abogacía. Estará acompañado de una nueva asistente, una abogada defensora novata y psicóloga llamada Athena Cykes (希月 心音 Kizuki Kokone?).

### Casos

#### Episodio 1: El caso de la cuenta atrás
```
Fechas: 17 de diciembre de 2027 - 18 de diciembre de 2027
Abogado: Phoenix Wright (previamente Athena Cykes)
Ayudantes: Athena Cykes y Apollo Justice
Fiscal: Gaspen Payne
```

```
Víctimas: Candice Arme y Apollo Justice
Acusada: Juniper Woods
Testigos: Juniper Woods y Ted Tonate
Culpable: Ted Tonate y el Fantasma
```

En este caso, veremos como Phoenix Wright y Athena Cykes van contra el fiscal Gaspen Payne en un juicio por terrorismo. La acusada, Juniper Woods, es una amiga de la infancia de Athena. Una oficial de policía ha muerto mientras llevaba una bomba a un juicio como prueba, y toda una sala del tribunal ha explotado. Uno de los testigos, Ted Tonate, resultó ser el culpable.

#### Episodio 2: El caso monstruoso
```
Fechas: 17 de abril de 2027 - 19 de abril de 2027
Abogado: Apollo Justice
Ayudante: Athena Cykes
Fiscal: Simon Blackquill
```

```
Víctima: Rex Kyubi
Acusado: Damian Tenma
Testigos: Bobby Fulbright, Phineas Filch, Jinxie Tenma y Florent L'Belle
Culpable: Florent L'Belle
```

Trucy y Apollo van de visita al Valle de las Nueve Colas, un lugar peculiar donde habitan yokai (demonios japoneses). De paso pasan por Tenma Town, un pequeño pueblo gobernado por el alcalde Tenma y donde vive Jinxie Tenma, una amiga de Trucy. Allí se enteran de la existencia del Gran Nueve Colas, una especie de héroe que defiende a los habitantes de Tenma Town y del Valle de las Nueve Colas de las amenazas de los yokai, y también del Tenma Taro, un espíritu maligno que se encuentra sellado en una cámara de la Mansión Tenma.
Durante un festival de yokai, Jinxie y Apollo se quedan en la Mansión Tenma. En determinado momento, la primera sube a ver a su padre, que estaba discutiendo con el jefe del Valle de las Nueve Colas, Rex Kyubi, cuando descubre que su padre se ha desmayado y que el jefe Kyubi ha muerto. Ahora Apollo, junto con la novata Athena Cykes, deben defender al alcalde de haber asesinado a Kyubi en un juicio en el que Tenma Taro y el Gran Nueve Colas están metidos de lleno.

#### Episodio 3: El caso de la facultad
```
Fechas: 24 de octubre de 2027 - 26 de octubre de 2027
Abogada: Athena Cykes
Ayudante: Apollo Justice
Fiscal: Simon Blackquill
```

```
Víctima: Constance Courte
Acusada: Juniper Woods
Testigos: Bobby Fulbright, Myriam Scuttlebutt, Robin Newman, Hugh O'Connor y Aristotle Means
Culpable: Aristotle Means
```

Poco después de que Phoenix recupere su distintivo de letrado, él, Apollo y Athena son invitados a la Facultad Themis de Derecho. Allí se reencuentran Athena y su amiga Juniper Woods, mientras que Apollo se reencuentra con Klavier Gavin. Pero durante su estancia, ocurre un asesinato y Woods es llevada a juicio. La víctima era su profesora favorita y jueza en los simulacros.

#### Episodio 4: El caso cósmico
```
Fechas: 16 de diciembre de 2027 - 20 de diciembre de 2027
Abogado: Phoenix Wright
Ayudante: Athena Cykes
Fiscal: Simon Blackquill
```

```
Víctima: Clay Terran
Acusado: Solomon Starbuck
Testigos: Bobby Fulbright, Yuri Cosmos, Aura Blackquill y Ponco
Culpable: el Fantasma (desconocido)
```

Apollo sufre la pérdida de su mejor amigo, Clay Terran, y además otro de sus antiguos compañeros es inculpado. Ante todo esto, Apollo se separa del bufete de Wright y busca la verdad por sí solo.

#### Episodio 5: El caso para mañana
```
Fecha: 20 de diciembre de 2027
Abogado: Phoenix Wright
Fiscal: Miles Edgeworth
```

```
Víctimas: Clay Terran y Metis Cykes
Acusada: Athena Cykes
Testigos: Apollo Justice, Yuri Cosmos, Aura Blackquill, Ponco y Bobby Fulbright
Culpable: Bobby Fulbright (el Fantasma)
```

Siete años antes, la doctora Cykes fue brutalmente asesinada por un espía internacional. Su hija, Athena, llegó a la escena y sólo atinó a intentar apuñalar al asesino. El espía escapó. A la escena llegó el fiscal Simon Blackquill, quien encontrando a Athena ensangrentada y el cadáver de Metis, concluyó que Athena la había asesinado, y en un intento de protegerla, ensangrentó su propia espada e hizo que lo condenaran a muerte a él. Athena quedó traumatizada y se decidió a hacerse abogada con miras de salvar a Simon y vengar a su madre.
Con Starbuck libre de los cargos de asesinato de Terran, Apollo vuelve a la carga y genera una nueva sospechosa, la menos esperada. Athena ahora debe cargar con la doble acusación de haber matado a Terran y a Metis Cykes, con Phoenix solo en el banco, defendiéndola, y con Apollo, que se niega a cooperar. Wright se dispone a realizar el acto doble de liberar a Athena Cykes y a Simon Blackquill.

#### Episodio extra: El caso reclamado
```
Fechas: 20 de julio de 2027 - 22 de julio de 2027
Abogado: Phoenix Wright
Ayudante: Athena Cykes
Fiscal: Simon Blackquill
```

```
Víctima: Jack Shipley
Acusada: Ora Shipley
Testigos: Norma DePlume, Sasha Buckler, Ora Shipley, Herman Crab y Marlon Rimes
Culpable: Marlon Rimes
```

Este caso describe el primer juicio de Wright después de recuperar el distintivo. Un pirata ha muerto y otro ha sido acusado.

## Recepción
El juego tuvo un acogida notable de parte de la mayoría de medios del sector consolero, registrando una nota media de 81 en Metacritic. Gamerologies describió el juego como "Una experiencia más que recomendable para los fans de la saga o los recién llegados que quieran disfrutar de una genial historia de crimen y misterio en un formato diferente" puntuándolo con un 8/10.

## Lanzamiento
El juego fue lanzado para Nintendo 3DS el 25 de julio de 2013 en Japón, y el 24 de octubre de 2013 en Norteamérica y Europa. En Japón, se lanzaría una edición especial, la cual incluía una figura del personaje Phoenix Wright, una funda para la Nintendo 3DS y varias pegatinas. Los lanzamientos norteamericanos y europeos serían exclusivamente digitales, esto debido a que, según Eishiro, los desarrolladores querían reducir el tiempo de espera entre la salida de la versión japonesa y la occidental. El 7 de agosto de 2014, se lanzaría en Japón una versión para iOS, y el 14 de agosto de 2014, sería lanzado para el resto del mundo. En esta versión, el primer episodio se puede obtener de forma gratuita.